# Lore II
Lore II (Loré II) ist ein osttimoresischer Suco (eine dörfliche Gemeinde) im Verwaltungsamt Loré (Gemeinde Lautém). Bis zum 1. Januar 2022 gehörte Lore II zum Verwaltungsamt Lospalos.

## Geographie

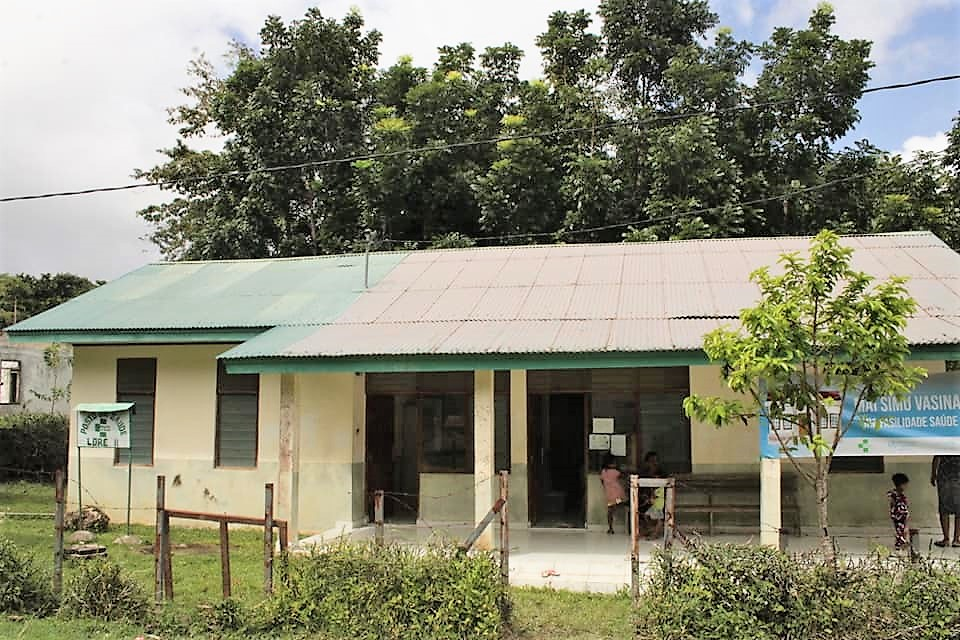
Medizinische Station von Lore II

Der Suco liegt im Norden des Verwaltungsamts Loré. Nördlich liegt der Suco Fuiloro, im Westen Muapitine, südlich Lore I und im Osten Souro. Lore II hat eine Fläche von 46,52 km² und teilt sich in die drei Aldeias Haitupuca, Ililapa und Nuhalata.
Die größte Siedlung Ililapa liegt in der Nordwestecke des Sucos und verfügt über eine Grundschule. Durch sie führt eine schlecht ausgebaute Straße von der Gemeindehauptstadt Lospalos im Norden in Richtung dem Ort Lore im Suco Lore I im Süden. Über den Grenzfluss Tchino, der ein Quellfluss des Namaluto ist, führt eine Brücke. Der Tchino heißt in seinem Oberlauf Tehino. Seine Quelle entspringt im Grenzgebiet zwischen Lore II und Lore I. Im Osten von Lore II entspringt der Lapalapa.

Wälder in Lore II
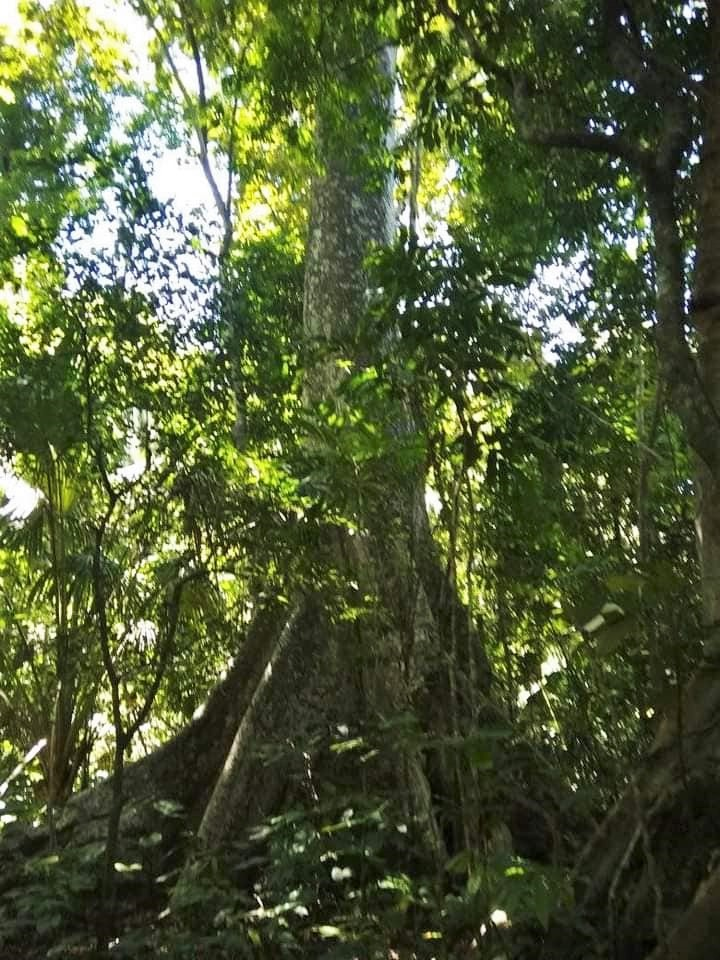
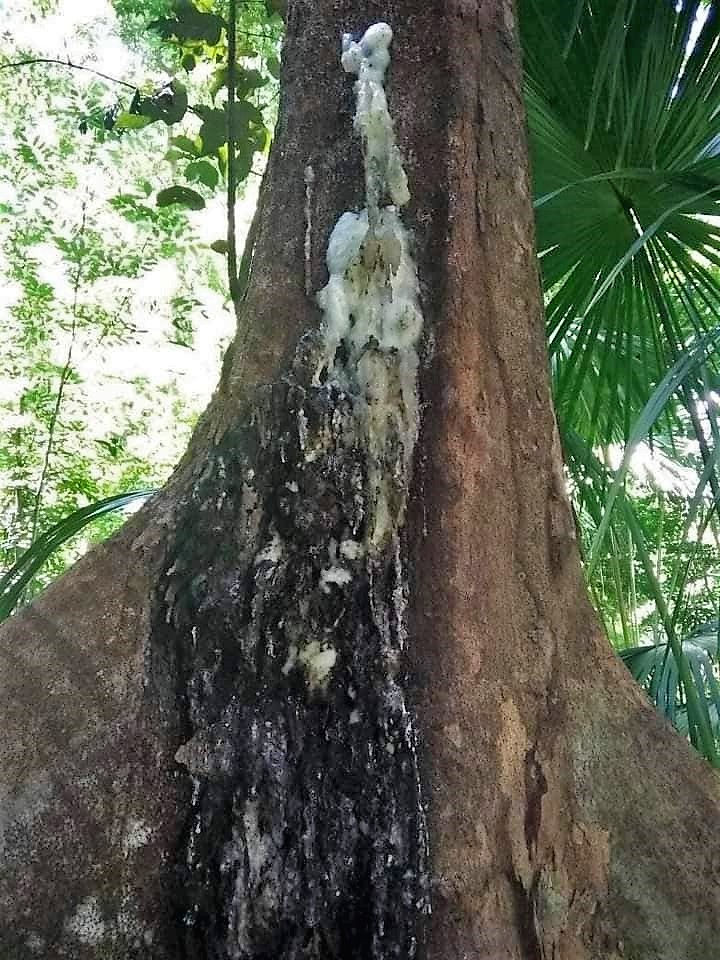
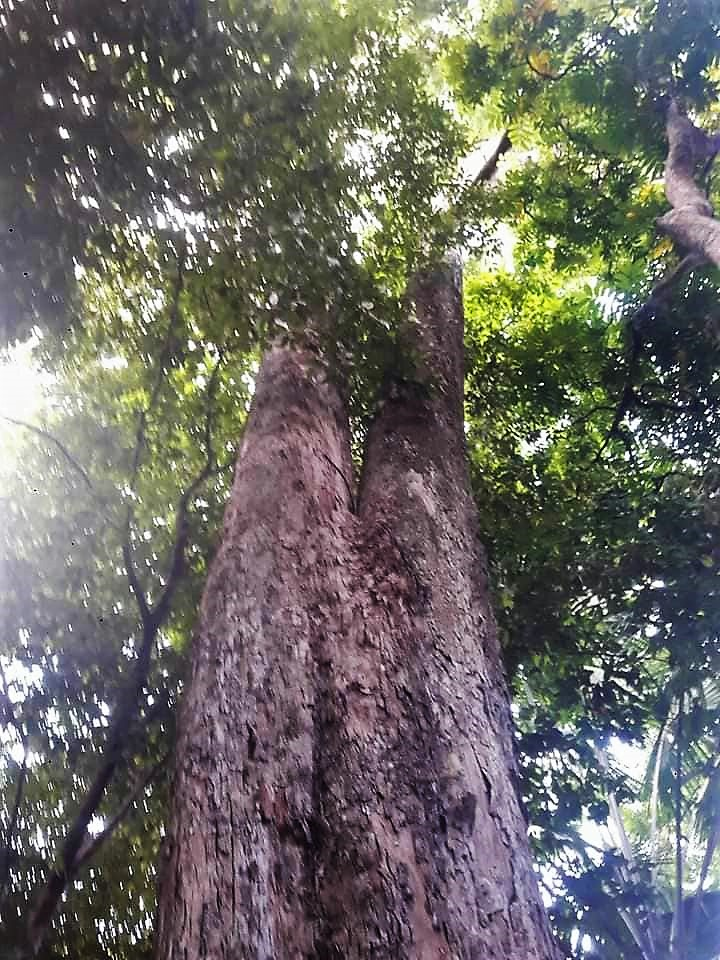

## Einwohner
Im Suco leben 993 Einwohner (2022), davon sind 462 Männer und 531 Frauen. Im Suco gibt es 195 Haushalte. Im Suco gibt es 163 Haushalte. Fast 99 % der Einwohner geben Fataluku als ihre Muttersprache an. Minderheiten sprechen Tetum Prasa oder Lolein.

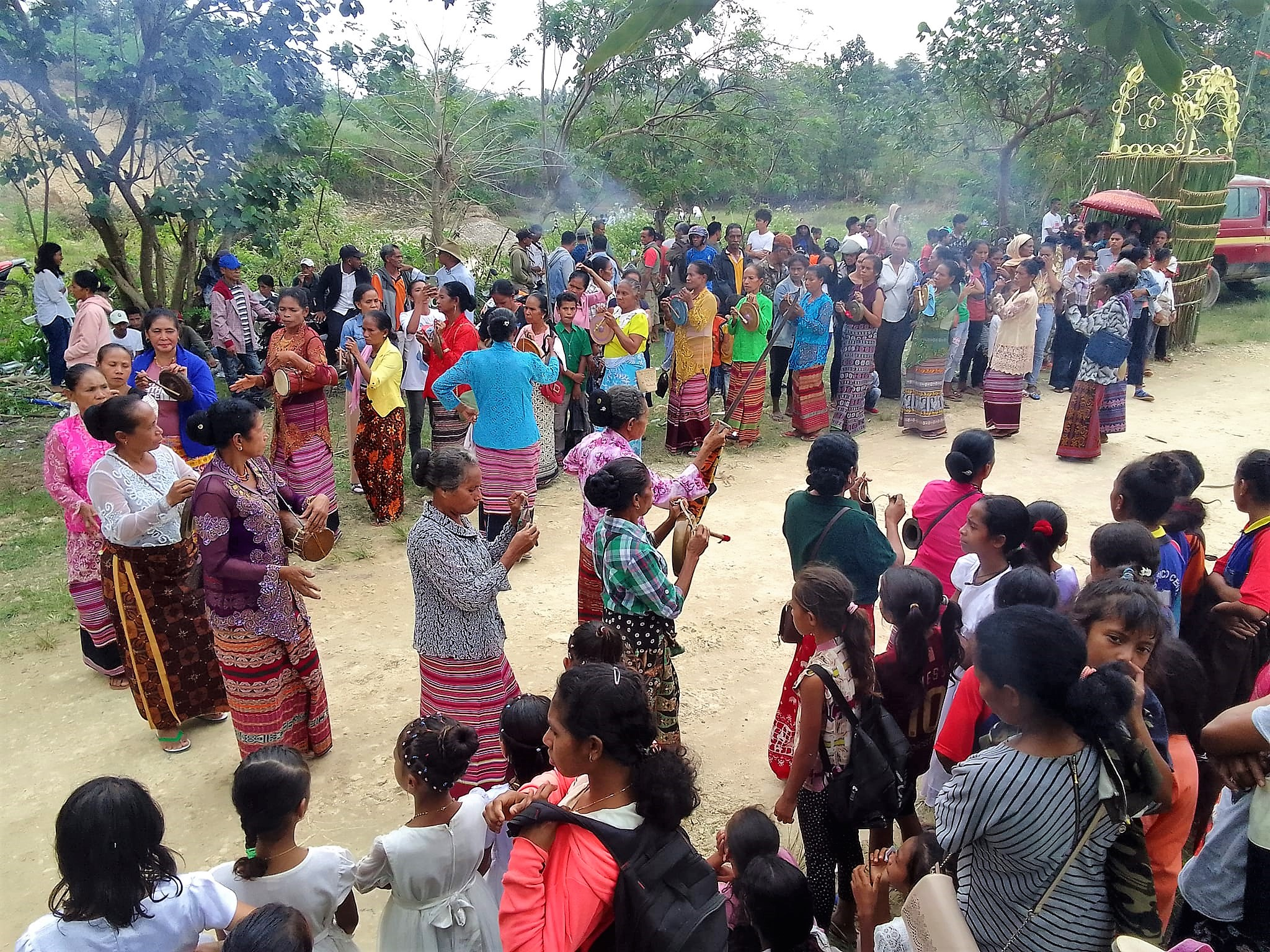
Einwohner von Lore II empfangen die neue Statue von São José
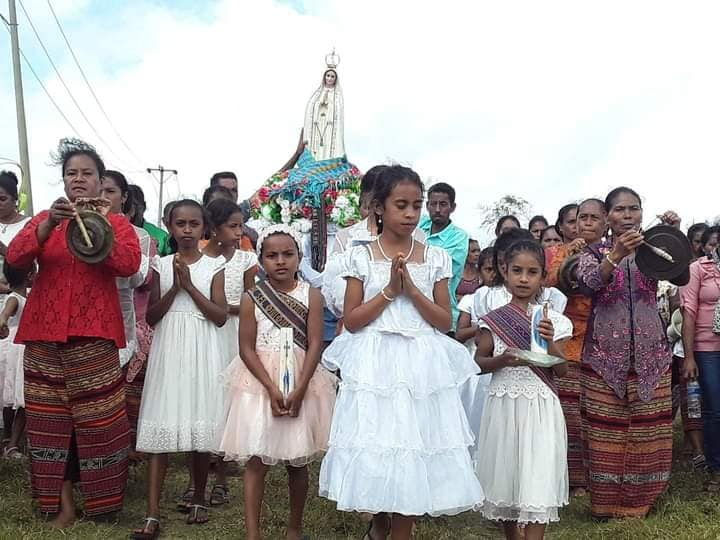
Marienprozession (2020)

## Geschichte
Während der Schlacht um Timor (1942–1945) gab es auf einem Berggipfel an der Straße nach Lospalos in der Aldeia Haitupuca eine japanische Radarstation, die am 27. November 1944 durch Spitfire und B-25 zerstört wurde. Ausgerüstet mit Zusatztanks war dies mit über 850 Meilen (etwa 1400 km) die längste Mission, die je von Spitfire durchgeführt wurde.

## Politik

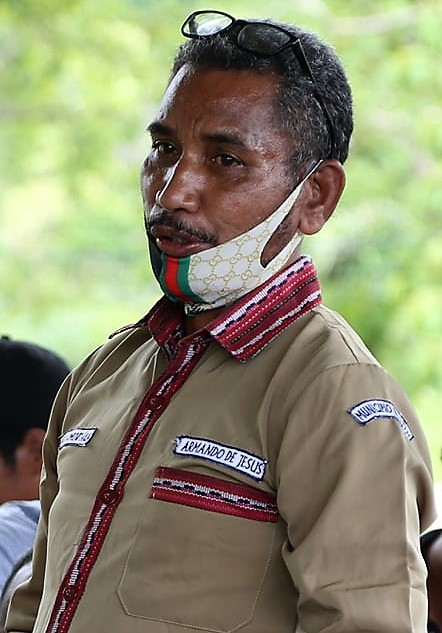
Armando de Jesus (2021)

Bei den Wahlen von 2004/2005 wurde Fernando Cristovão zum Chefe de Suco gewählt. Bei den Wahlen 2009 gewann Justino Ximenes und 2016 Armando de Jesus.

Präsidentschaftswahlen in Lore II (2022)
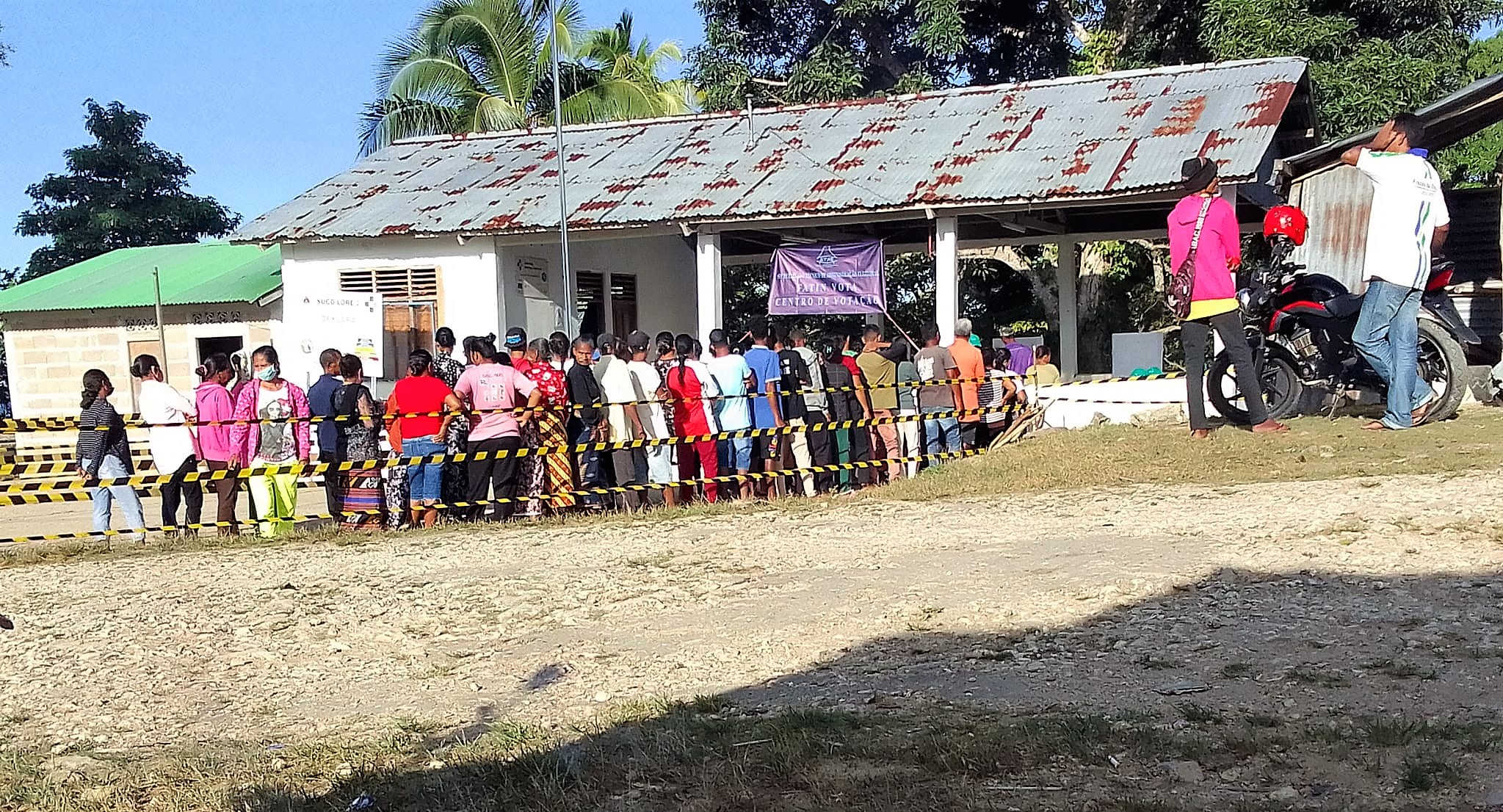
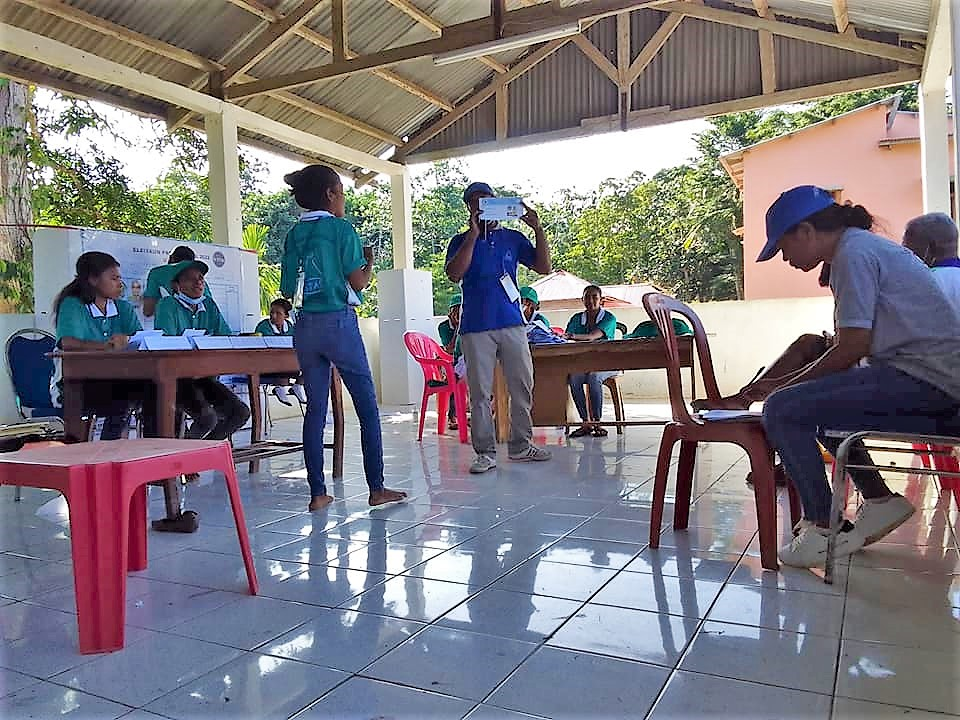
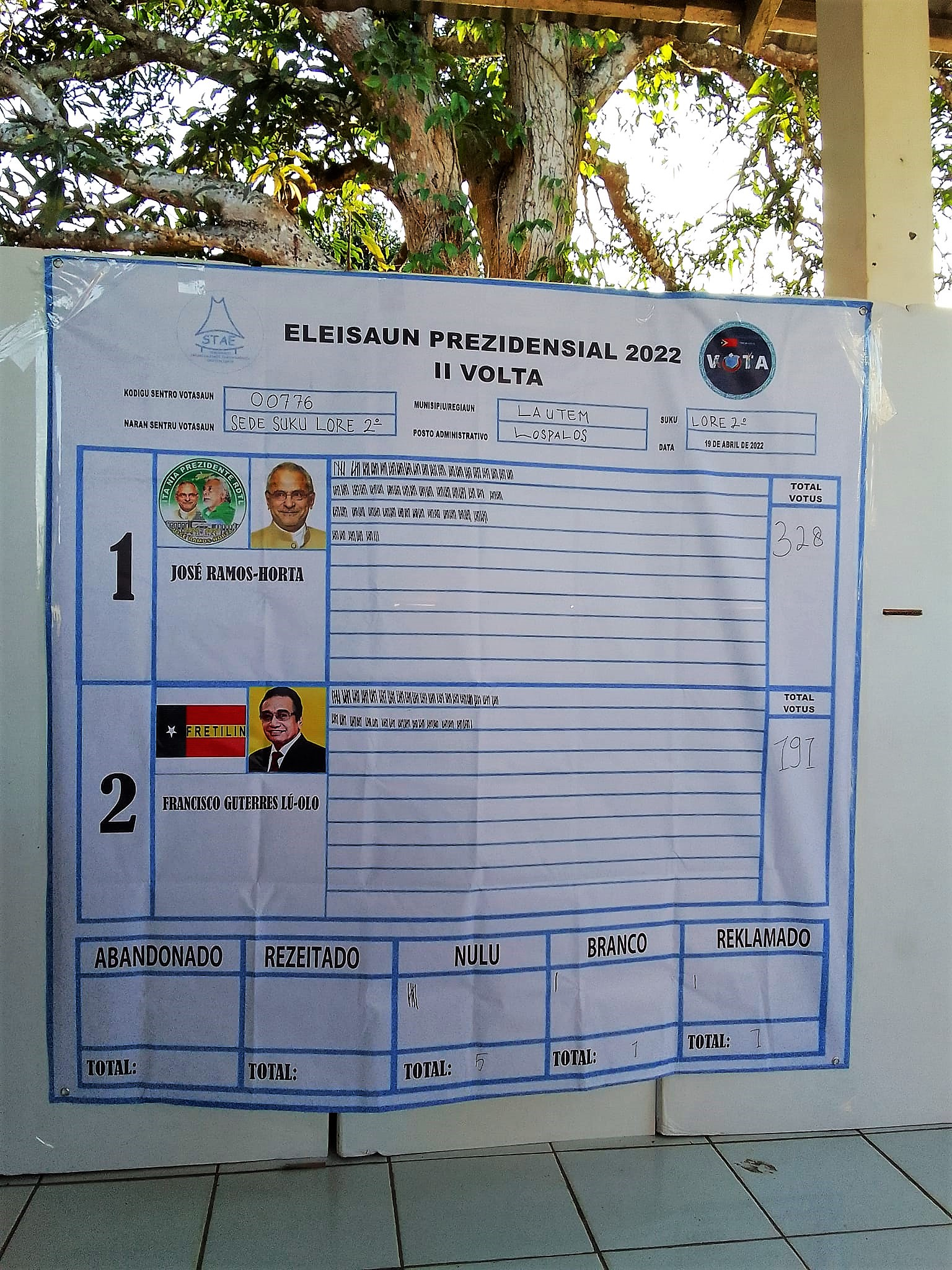